# Microstenus falsosus
Microstenus falsosus är en stekelart som först beskrevs av Tosquinet 1903.  Microstenus falsosus ingår i släktet Microstenus och familjen brokparasitsteklar. Inga underarter finns listade i Catalogue of Life.